# Battaglia di Yunlin-Chiayi
La battaglia di Yunlin-Chiayi fu combattuta nella regione di Yunlin-Chiayi durante l'invasione giapponese di Formosa del 1895. Fu una delle pochissime controffensive importanti che la Repubblica di Formosa realizzò contro i giapponesi, e forse l'unica che ebbe successo. Anche se riuscirono a riconquistare Yunlin, i formosani furono alla fine scacciati da una successiva serie di assalti giapponesi alla città..